# Centro de Eventos do Ceará
O Centro de Eventos do Ceará (CEC), equipamento da Secretaria do Turismo do estado do Ceará (SETUR-CE), é o mais moderno e mais bem equipado centro de convenções na América Latina e o segundo maior do Brasil em área útil, com 76 mil m². Está localizado no bairro Edson Queiroz, no lugar onde existiu a sede da Academia de Polícia Militar, na cidade de Fortaleza, em uma das principais vias da capital, a Avenida Washington Soares, tendo como objetivo de sua construção a substituição do antigo Centro de Convenções do Ceará.
O CEC trata-se de um equipamento multiuso cuja vocação é receber palestras, feiras, shows, congressos, workshops, exposições, seminários, eventos esportivos e outros tipos de eventos. Para tanto, é divisível em até 44 espaços diferentes, adaptáveis às necessidades dos organizadores, abrigando ao mesmo tempo eventos de diferentes tipos, portes e vocações. Teve seu primeiro evento no dia 30 de junho de 2012 com um show de Ivete Sangalo, Jennifer Lopez e outros artistas, porém, só foi oficialmente inaugurado no dia 15 de agosto de 2012, com um show do tenor espanhol Plácido Domingo e Orquestra de Câmara Eleazar de Carvalho. O projeto arquitetônico foi inspirado em aspectos típicos da paisagem cearense, como as falésias e o bordado das rendeiras. A obra contempla, ainda, uma ponte sobre o rio Cocó e espaço para 3 200 vagas de estacionamento.

## Estrutura
O equipamento é dividido em dois grandes blocos, compostos por salão de exposição (com até 13,6 mil m²) e dois mezaninos, com 18 salas modulares cada um. Os espaços têm climatização e iluminação inteligentes; isolamento acústico; instalações elétricas e sistemas de sonorização ambiente, de comunicação e de telefonia. Os pavilhões foram divididos em salões de 1.500 a 4.500 m² todos com nomes de grandes destinos turísticos do Litoral Cearense. O Pavilhão Oeste pode ser divido em 5 espaços, e o Pavilhão Leste em três espaços por meio de divisórias de 13,65 metros de altura e dobráveis, de modo a ficarem completamente recolhidas em um nicho na parede. Além disso, possuem isolamento acústico. Com entradas específicas para cada espaço, é possível ter eventos de fluxo, vocação e densidade volumétrica distintas, sem que um interfira no outro. Na entrada de cada salão há um conjunto de sete recepções e/ou secretarias que podem trabalhar em conjunto, dependendo do tamanho do evento. Nos primeiros mezaninos, são oito salas de 300 m² cada, que podem ser utilizadas sozinhas ou em conjunto, pois possuem o mesmo sistema de divisórias dos salões. Nos segundos são dez salas modulares. Estas 36 salas (18 em cada bloco), estão equipadas com sistemas de comunicação e de tecnologia e podem ter diversos usos, conforme a necessidade do organizador: auditórios, exposições, palestras, conferências, reuniões, salas de apoio (de administração, de imprensa, de tradução simultânea etc.).

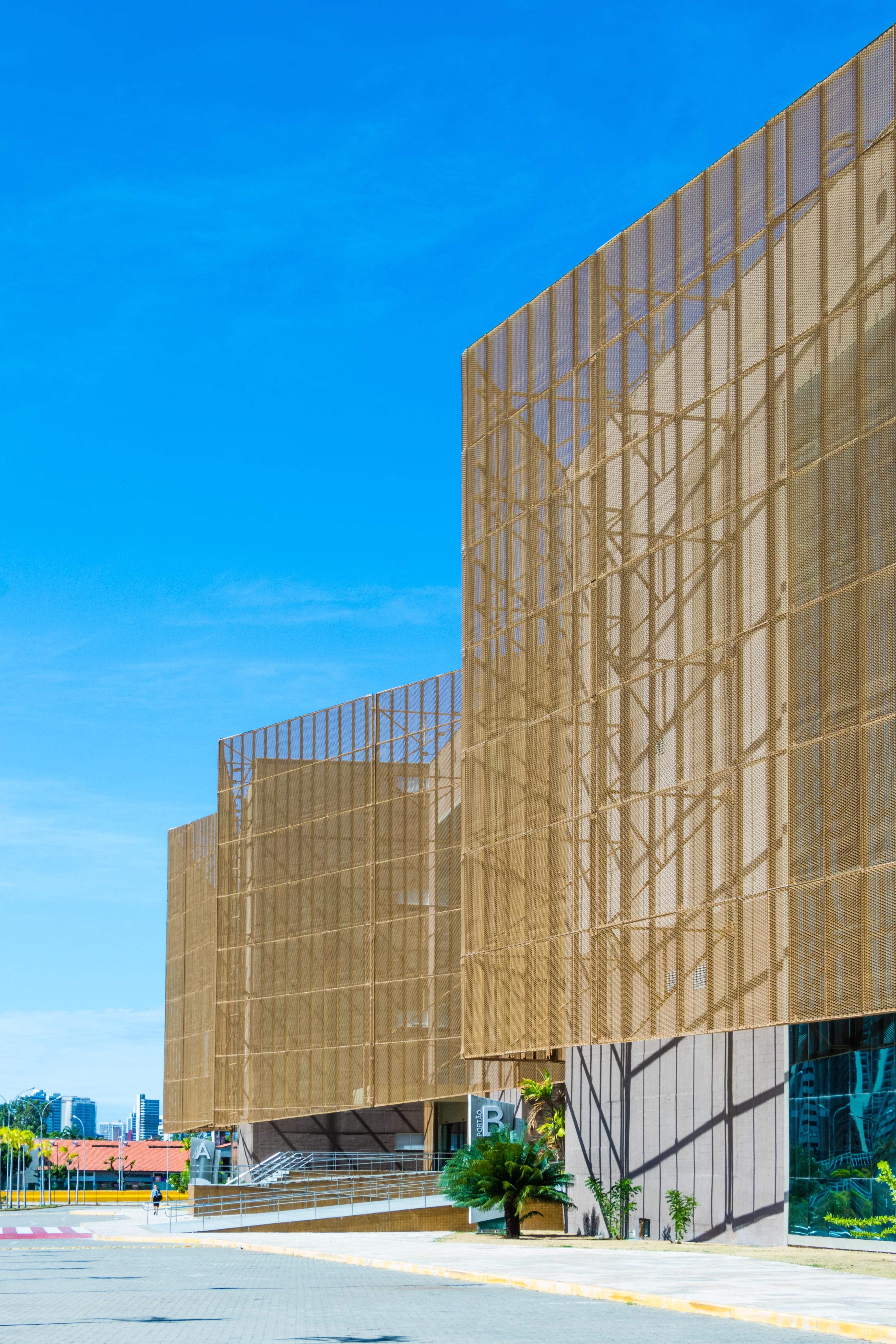
Fachada do Centro de Eventos do Ceará.

### Foyer e Recepção
Espaço com grande área de circulação, 7 secretarias, ambiente climatizado e moderna infraestrutura, permitindo também a realização de exposições, coquetéis, eventos de pequeno porte, lounges e etc.

### Salas Multiuso
São 36 salas localizadas em dois mezaninos. Salas moduláveis, que se adequam a eventos de pequeno a grande porte, com isolamento acústico e climatização de alto nível. Ideal para conferências, congressos, palestras, cursos e etc.

### Área de Convivência
São 6.000m² de um amplo espaço que receberá 16 lojas de alimentação, livrarias e artesanato. O espaço, que possui uma cúpula de vidro no teto, também é locado para realização de eventos noturnos que permitem uma visualização privilegiada das estrelas.

### Grandes Pavilhões
A necessidade de grandes empresas e eventos por uma estrutura à altura, fez com que o Centro de Eventos do Ceará contasse com dois pavilhões climatizados, com pé direito de 14 metros e área de 13.500 m², com capacidade de 30.000 pessoas, tanto no pavilhão oeste como no leste.

#### Pavilhão Oeste

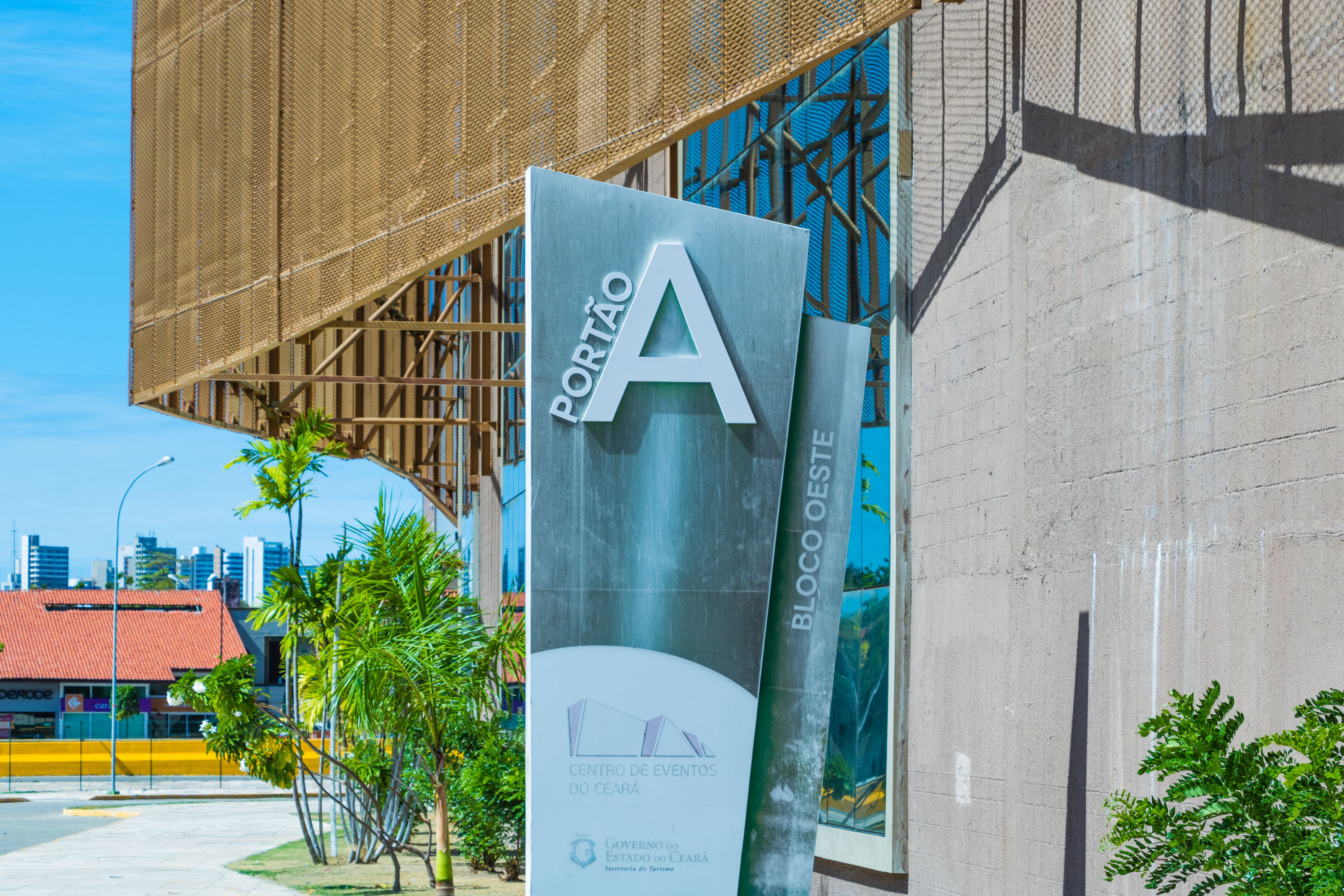
Detalhe de placa do Portão A do Pavilhão Oeste.

O pavilhão oeste se divide em 5 salões de diferentes metragens, que recebem os nomes das famosas praias do litoral oeste do Ceará; Pecém e Jericoacoara possuem aproximadamente 1.500 m² ambos, Taíba e Almofala aproximadamente 3.000 m²  e Mundaú com aproximadamente 4.500 m², pé direito de aproximadamente 14 m², com espaço acústico e climatizado. O foyer é um espaço de grande área de circulação e moderna infraestrutura, permitindo também a montagem de salas de espera, salas vip,  recepção, lounges e stands, com modernos banheiros, secretarias, depósito nas docas, vestiário, escritório e apoio de copas. 
O 1º mezanino é constituído por um foyer de aprox. 4.700m², sala de administração, sala de produção de eventos e mais 08 salas multi uso de aprox. 300m² (15×20), moduláveis, com pé direito de aprox. 4,5m², com capacidade para 250 pessoas, com acessos por elevadores e escadas rolantes,completamente acessíveis aos portadores de necessidades especiais. A versatilidade da infraestrutura confere a este espaço o título de um dos melhores lugares para promover palestras, encontros, reuniões e etc. 
O 2º mezanino é constituído por um foyer de 4.700 m², sala de administração, sala de produção de eventos e mais 10 salas multiuso de aproximadamente 300 m² (15×20), moduláveis, com pé direito de 4,5 m², com capacidade para 250 pessoas, com acessos por elevadores e escadas rolantes, completamente acessíveis aos portadores de necessidades especiais.As salas têm isolamento acústico, ambiente climatizado e podem ser realizados vários eventos simultaneamente, uma vez que as salas são moduláveis. Fazendo do Centro de Eventos a melhor opção para Conferências e Congressos.

#### Pavilhão Leste

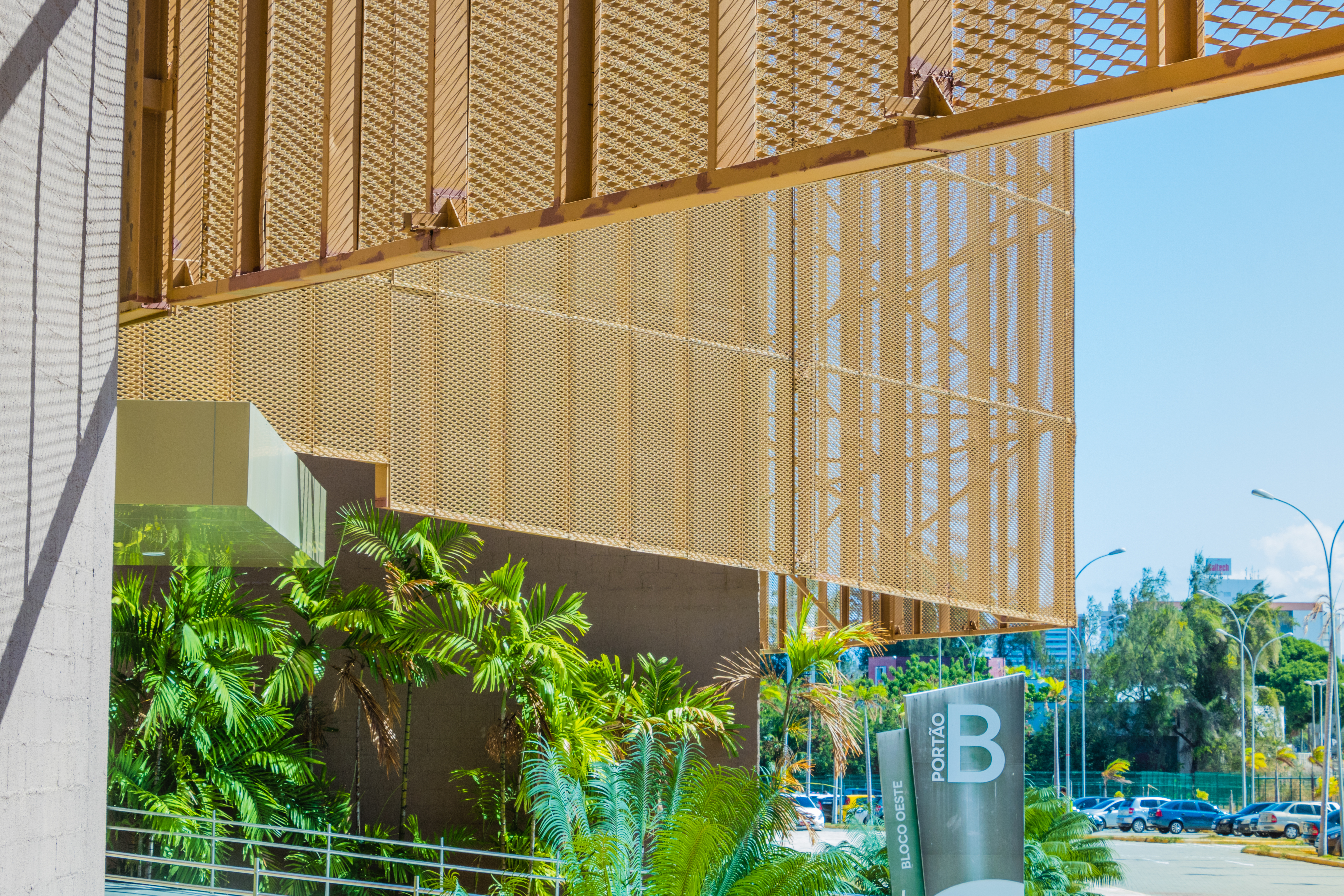
Portão B

O Pavilhão Leste se divide em 3 salões de metragens iguais, que recebem os nomes das famosas praias do litoral leste do Ceará: Icapuí, Aracati e Iguape, todos com 4.500 m² e pé direito de aproximadamente 14 m², com espaço acústico e climatizado. O Foyer é um espaço de grande área de circulação e moderna infraestrutura, permitindo também a montagem de salas de espera, salas vip,  recepção, lounges e stands, com modernos banheiros, secretarias, depósito nas docas, vestiário, escritório e apoio de copas. 
O 1º mezanino é constituído por um foyer de 4.700 m², sala de administração, sala de produção de eventos e mais 08 salas multi uso de 300 m² (15×20), moduláveis, com pé direito de. 4,5 m², com capacidade para 250 pessoas, com acessos por elevadores e escadas rolantes,completamente acessíveis aos portadores de necessidades especiais. A versatilidade da infraestrutura confere a este espaço o título de um dos melhores lugares para promover palestras, encontros, reuniões e etc.
O 2º mezanino é constituído por um foyer de 4.700 m², sala de administração, sala de produção de eventos e mais 10 salas multi uso de 300 m² (15×20), moduláveis, com pé direito de 4,5 m², com capacidade para 250 pessoas, com acessos por elevadores e escadas rolantes, completamente acessíveis aos portadores de necessidades especiais.As salas têm isolamento acústico, ambiente climatizado e podem ser realizados vários eventos simultaneamente, uma vez que as salas são moduláveis. Fazendo do Centro de Eventos a melhor opção para Conferências e Congressos.

## Acessibilidade
Quanto à acessibilidade, todos os espaços são dotados de rampas com guarda-corpo; oito elevadores; dois conjuntos de escadas rolantes por andar em cada pavilhão; pisos táteis entre outras soluções para que portadores de deficiência possam usar o CEC. O equipamento também vai ser beneficiado por uma futura estação de metrô (estação Centro de Eventos), da Linha Leste, que vai ligar os bairros Centro, Aldeota-Meireles e Varjota até a região da Washington Soares. Visando facilitar o acesso e a melhoria do trânsito na microrregião, a Secretaria do Turismo (Setur), construiu quatro túneis, ao quais eliminaram alguns semáforos.

## Eventos
- Dia 30 de junho de 2012, houve shows de artistas como Ivete Sangalo, Jennifer Lopez e outros cantores.

- Dia 15 de agosto de 2012, o Centro de Eventos do Ceará foi oficialmente inaugurado com o show do tenor espanhol Plácido Domingoe a Orquestra de Câmara Eleazar de Carvalho.

- Dia 29 de setembro, o Centro de Eventos do Ceará foi sede do Miss Brasil 2012, com a vitória da gaúcha Gabriela Markus. Foi considerada pela Enter/Band, organizadora do evento, uma das mais belas e bem organizadas edições do concurso em toda a sua história.

- Dias 14 e 15 de julho de 2014, Centro de Eventos do Ceará sediou a Sexta Cúpula do BRICS, na qual foi assinada a Declaração de Fortaleza, que, dentre outros acordos, instituiu a criação do Novo Banco de Desenvolvimento.

- Dia 27 de setembro de 2014, o Centro de Eventos do Ceará foi sede da edição especial de 60 anos do concurso Miss Brasil.